# 趙僅
赵僅（1071年6月21日—1071年6月23日），北宋皇子、惠王。
宋朝第六代皇帝宋神宗赵顼的第二子，生母邢貴妃，熙寧四年（1071年）五月二十一日出生，是月二十三日日薨逝。元符三年（1100年）三月，其十一弟端王赵佶即位之后，追賜名次兄名赵僅，追贈太師、尚書令，封惠王。